# Politique dans les Pays de la Loire
 (octobre 2017).
La politique dans les Pays de la Loire a longtemps été marquée par un vote majoritaire pour la droite, notamment en Vendée, considéré comme le « département le plus à droite de France ». 
La politique interne des Pays de la Loire dépasse ses frontières mêmes puisque de nombreuses personnalités politiques sont représentées au niveau national. Bruno Retailleau, ancien président de la Région et du Conseil départemental de la Vendée est Ministre d'État, ministre de l'Intérieur et Président des Républicains. Jean-Marc Ayrault (PS), ancien Premier ministre et ancien maire de Nantes était jusqu'en 2012 le président du groupe SRC à l’Assemblée nationale. L'ancien Premier ministre, François Fillon (UMP) a été président de la Région de 1998 à 2004 et député de la Sarthe. Enfin, Philippe de Villiers, président-fondateur du MPF, ancien président du conseil général de la Vendée, s’est présenté à deux reprises aux élections présidentielles.

## Conseil régional des Pays de la Loire
La présidente du Conseil régional est Christelle Morançais (LR) depuis 2017, à la suite de la démission de Bruno Retailleau.
Il comporte 93 membres élus en 2015 (35 pour la Loire-Atlantique, 19 pour le Maine-et-Loire, 7 pour la Mayenne, 15 pour la Sarthe, et 17 pour la Vendée) et siège à l’Hôtel de Région, situé à proximité de la pointe Est de l'Île de Nantes.
L’actuel conseil a été élu en 2015 pour une législature allant jusqu’en 2021. La liste « Union de la Droite » (LR — UDI — MoDem) a la majorité (54 sièges sur 93). La liste d’opposition « Front Commun » (PS — EELV) a obtenu 24 sièges, et la liste Front national a obtenu 13 sièges.
| Période         |  | Président du Conseil régional      |
| --------------- |  | ---------------------------------- |
| 2017 – en cours |  | Christelle Morançais (LR)          |
| 2015 – 2017     |  | Bruno Retailleau (LR)              |
| 2004 – 2015     |  | Jacques Auxiette (PS)              |
| 2002 – 2004     |  | Jean-Luc Harousseau (UDF puis UMP) |
| 1998 – 2002     |  | François Fillon (RPR)              |
| 1974 – 1998     |  | Olivier Guichard (RPR)             |
| 1974            |  | Vincent Ansquer (UDR)              |

## Députés
Les Pays de la Loire comptent au total 30 circonscriptions (soit une moyenne de 176 900 hab. par circonscription).
| Loire-Atlantique - La 1re circonscription – Nantes-Orvault - La 2e circonscription – Nantes - La 3e circonscription – Nantes-Saint-Herblain - La 4e circonscription – Nantes-Rezé - La 5e circonscription – Nantes-Ancenis - La 6e circonscription – Châteaubriant - La 7e circonscription – La Baule-Escoublac - La 8e circonscription – Montoir-de-Bretagne-Saint-Nazaire - La 9e circonscription – Pornic - La 10e circonscription – Vertou | Maine-et-Loire - La 1re circonscription – Angers-Tiercé - La 2e circonscription – Angers-Trélazé - La 3e circonscription – Saumur-Beaufort-en-Vallée - La 4e circonscription – Saumur-Thouarcé - La 5e circonscription – Cholet-Montfaucon-Montigné - La 6e circonscription – Angers-Beaupréau - La 7e circonscription – Angers-Segré | Mayenne - La 1re circonscription – Laval - La 2e circonscription – Château-Gontier - La 3e circonscription – Laval-Mayenne | Sarthe - La 1re circonscription – Le Mans-Saint-Paterne - La 2e circonscription – Le Mans-Montfort-le-Gesnois - La 3e circonscription – La Flèche - La 4e circonscription – Le Mans-Sablé-sur-Sarthe - La 5e circonscription – Le Mans-La Fresnaye-sur-Chédouet | Vendée - La 1re circonscription – La Roche-sur-Yon-Nord - La 2e circonscription – La Roche-sur-Yon-Sud - La 3e circonscription – Les Sables-d'Olonne - La 4e circonscription – Les Herbiers - La 5e circonscription – Fontenay-le-Comte |

### XVelégislature(2017 -en cours)
| Circonscription | Département | Département           | Département | Département         | Département | Département            | Département | Département               | Département | Département             |
| Circonscription |             | Loire-Atlantique      |             | Maine-et-Loire      |             | Mayenne                |             | Sarthe                    |             | Vendée                  |
| --------------- | ----------- | --------------------- | ----------- | ------------------- | ----------- | ---------------------- | ----------- | ------------------------- | ----------- | ----------------------- |
| Première        |             | François de Rugy      |             | Matthieu Orphelin   |             | Guillaume Garot        |             | Damien Pichereau          |             | Philippe Latombe        |
| Deuxième        |             | Valérie Oppelt        |             | Stella Dupont       |             | Géraldine Bannier      |             | Marietta Karamanli        |             | Patrick Loiseau         |
| Troisième       |             | Anne-France Brunet    |             | Anne-Laure Blin     |             | Yannick Favennec Becot |             | Pascale Fontenel-Personne |             | Stéphane Buchou         |
| Quatrième       |             | Aude Amadou           |             | Laëtitia Saint-Paul |             |                        |             | Stéphane Le Foll          |             | Martine Leguille-Balloy |
| Cinquième       |             | Sarah El Haïry        |             | Denis Masséglia     |             |                        |             | Jean-Carles Grelier       |             | Pierre Henriet          |
| Sixième         |             | Yves Daniel           |             | Nicole Dubré-Chirat |             |                        |             |                           |             |                         |
| Septième        |             | Sandrine Josso        |             | Philippe Bolo       |             |                        |             |                           |             |                         |
| Huitième        |             | Audrey Dufeu-Schubert |             |                     |             |                        |             |                           |             |                         |
| Neuvième        |             | Yannick Haury         |             |                     |             |                        |             |                           |             |                         |
| Dixième         |             | Sophie Errante        |             |                     |             |                        |             |                           |             |                         |

### XIVelégislature(2012-2017)
| Circonscription | Département | Département              | Département | Département              | Département | Département            | Département | Département         | Département | Département      |
| Circonscription |             | Loire-Atlantique         |             | Maine-et-Loire           |             | Mayenne                |             | Sarthe              |             | Vendée           |
| --------------- | ----------- | ------------------------ | ----------- | ------------------------ | ----------- | ---------------------- | ----------- | ------------------- | ----------- | ---------------- |
| Première        |             | François de Rugy         |             | Luc Belot                |             | Guillaume Garot        |             | Françoise Dubois    |             | Alain Lebœuf     |
| Deuxième        |             | Marie-Françoise Clergeau |             | Marc Goua                |             | Guillaume Chevrollier  |             | Marietta Karamanli  |             | Sylviane Bulteau |
| Troisième       |             | Jean-Marc Ayrault        |             | Jean-Charles Taugourdeau |             | Yannick Favennec Becot |             | Guy-Michel Chauveau |             | Yannick Moreau   |
| Quatrième       |             | Dominique Raimbourg      |             | Michel Piron             |             |                        |             | Stéphane Le Foll    |             | Véronique Besse  |
| Cinquième       |             | Michel Ménard            |             | Gilles Bourdouleix       |             |                        |             | Dominique Le Mèner  |             | Hugues Fourage   |
| Sixième         |             | Yves Daniel              |             | Serge Bardy              |             |                        |             |                     |             |                  |
| Septième        |             | Christophe Priou         |             | Marc Laffineur           |             |                        |             |                     |             |                  |
| Huitième        |             | Marie-Odile Bouillé      |             |                          |             |                        |             |                     |             |                  |
| Neuvième        |             | Monique Rabin            |             |                          |             |                        |             |                     |             |                  |
| Dixième         |             | Sophie Errante           |             |                          |             |                        |             |                     |             |                  |

### XIIIelégislature(2007-2012)
| Circonscription | Département | Département              | Département | Département              | Département | Département            | Département | Département               | Département | Département        |
| Circonscription |             | Loire-Atlantique         |             | Maine-et-Loire           |             | Mayenne                |             | Sarthe                    |             | Vendée             |
| --------------- | ----------- | ------------------------ | ----------- | ------------------------ | ----------- | ---------------------- | ----------- | ------------------------- | ----------- | ------------------ |
| Première        |             | François de Rugy         |             | Paul Jeanneteau          |             | Guillaume Garot        |             | Fabienne Labrette-Ménager |             | Jean-Luc Préel     |
| Deuxième        |             | Marie-Françoise Clergeau |             | Marc Goua                |             | Marc Bernier           |             | Marietta Karamanli        |             | Dominique Caillaud |
| Troisième       |             | Jean-Marc Ayrault        |             | jean-Charles Taugourdeau |             | Yannick Favennec Becot |             | Béatrice Pavy             |             | Louis Guédon       |
| Quatrième       |             | Dominique Raimbourg      |             | Michel Piron             |             |                        |             | Marc Joulaud              |             | Véronique Besse    |
| Cinquième       |             | Michel Ménard            |             | Gilles Bourdouleix       |             |                        |             | Dominique Le Mèner        |             | Dominique Souchet  |
| Sixième         |             | Michel Hunault           |             | Hervé de Charette        |             |                        |             |                           |             |                    |
| Septième        |             | Christophe Priou         |             | Marc Laffineur           |             |                        |             |                           |             |                    |
| Huitième        |             | Marie-Odile Bouillé      |             |                          |             |                        |             |                           |             |                    |
| Neuvième        |             | Philippe Boënnec         |             |                          |             |                        |             |                           |             |                    |
| Dixième         |             | Serge Poignant           |             |                          |             |                        |             |                           |             |                    |

## Sénateurs
Sénateurs de la Loire-Atlantique :
- Ronan Dantec (SOC) ;
- Laurence Garnier (LR) ;
- Joël Guerriau (UDI - UC) ;
- Michelle Meunier (SOC) ;
- Yannick Vaugrenard (SOC).

 Sénateurs du Maine-et-Loire :
- Joël Bigot (SOC) ;
- Emmanuel Capus (LIRT).
- Catherine Deroche (LR) ;
- Stéphane Piednoir (LR).

 Sénateurs de la Mayenne :
- Guillaume Chevrollier (LR) ;
- Élisabeth Doineau (UDI - UC).

 Sénateurs de la Sarthe :
- Thierry Cozic (Groupe SER) ;
- Louis-Jean de Nicolaý (LR) ;
- Jean-Pierre Vogel (LR).

 Sénateurs de la Vendée :
- Annick Billon (UDI - UC) ;
- Didier Mandelli (LR) ;
- Bruno Retailleau (LR).

L'appartenance donnée entre parenthèses correspond au groupe parlementaire dans lequel le sénateur siège et peut différer du parti dont il est membre.

## Conseils départementaux
| Code | Département      | Préfecture       | Population     | Superficie | Président du conseil départemental |  | Tendance politique |
| ---- | ---------------- | ---------------- | -------------- | ---------- | ---------------------------------- |  | ------------------ |
| 44   | Loire-Atlantique | Nantes           | 1 394 909 hab. | 6 815 km2  | Michel Ménard                      |  | PS                 |
| 49   | Maine-et-Loire   | Angers           | 813 493 hab.   | 7 166 km2  | Florence Dabin                     |  | UDI                |
| 53   | Mayenne          | Laval            | 307 445 hab.   | 5 175 km2  | Olivier Richefou                   |  | UDI                |
| 72   | Sarthe           | Le Mans          | 566 506 hab.   | 6 206 km2  | Dominique Le Mèner                 |  | LR                 |
| 85   | Vendée           | La Roche-sur-Yon | 675 247 hab.   | 7 015 km2  | Alain Lebœuf                       |  | DVD                |

## Municipalités
| Blason | Ville                            | Maire                             |  |
| ------ | -------------------------------- | --------------------------------- |  |
|        | Nantes, Loire-Atlantique         | Johanna Rolland (PS)              |  |
|        | Angers, Maine-et-Loire           | Christophe Béchu (DVD, ex-LR)     |  |
|        | Le Mans, Sarthe                  | Stéphane Le Foll (PS)             |  |
|        | Saint-Nazaire, Loire-Atlantique  | David Samzun (PS)                 |  |
|        | Cholet, Maine-et-Loire           | Gilles Bourdouleix (DVD, ex-CNIP) |  |
|        | La Roche-sur-Yon, Vendée         | Luc Bouard (DVD, ex-LR)           |  |
|        | Laval, Mayenne                   | Florian Bercault (PS)             |  |
|        | Saint-Herblain, Loire-Atlantique | Bertrand Affilé (PS)              |  |
|        | Rezé, Loire-Atlantique           | Hervé Neau (DVG)                  |  |
|        | Saumur, Maine-et-Loire           | Jackie Goulet (DVG)               |  |